# アキュラ・CDX
CDX（シーディーエックス）は、本田技研工業の中国現地合弁である広汽本田汽車がアキュラブランドで製造・販売していた小型クロスオーバーSUVである。

## 概要
2016年4月の北京モーターショーで発表され、7月29日に正式に発売開始された。製造は広汽本田汽車の増城工場（広州市）にて行われる。
CDXは中国市場向けに企画開発された車種で、RDXより一回り小さく、アキュラのラインナップでは最小のクロスオーバーとなる。なお、米国市場への投入は当初は計画していなかったが、2017年4月にジョン・イケダ米国アキュラ副社長が法規の違いへの対応の難しさに言及した上で米国投入を検討していることを認めたが、実現はしなかった。
外観はそれまでのアキュラのビーク（beak）グリルを廃してペンタゴングリルを採用するなど、2016年1月の北米国際オートショーに出展されたプレシジョンコンセプトで披露された最新のデザイン言語に基づくものとなっている。
プラットフォームはホンダ・ヴェゼルがベースとされている（ただし、外寸はホンダ・CR-Vに近い）。サスペンションは、マクファーソンストラット式フロントサスペンションと車軸式（FWD）またはド・ディオン式（AWD）リヤサスペンションを採用し、電子制御ダンパーを装備している。
エンジンはホンダ・シビックなどと同じL15B型 1.5L 直4 DOHC VTEC ターボを搭載し、これにトルコン付き8速DCTを組み合わせている。駆動方式はFWDまたはAWDとなる。
2018年の北京モーターショーでフェイスリフトが発表され、同時にアコードハイブリッドのパワートレインが搭載されたスポーツハイブリッドも発表された。エンジンはLFA1型 2.0L 直4 DOHC i-VTEC 107 kW（145 hp）、電気モーターは 135 kW（184 hp）で、システム性能は 158 kW（215 hp）。
2020年には、スポーティーなA-SPECがリリースされた。ブラックアウトされたフロントグリル、ツートンカラーのミラーや18インチホイールを装着し、よりアグレッシブな仕様である。

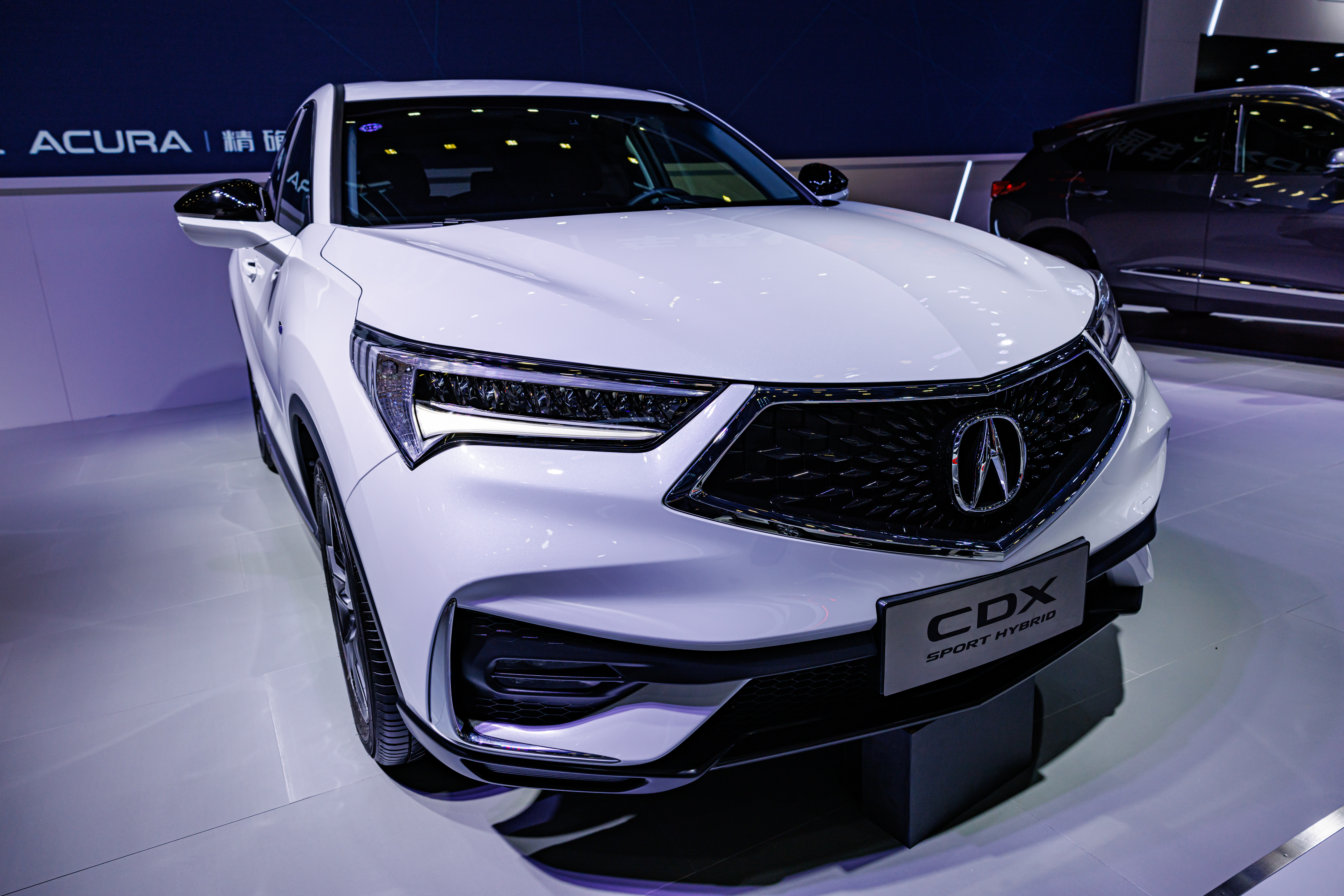
スポーツハイブリッド
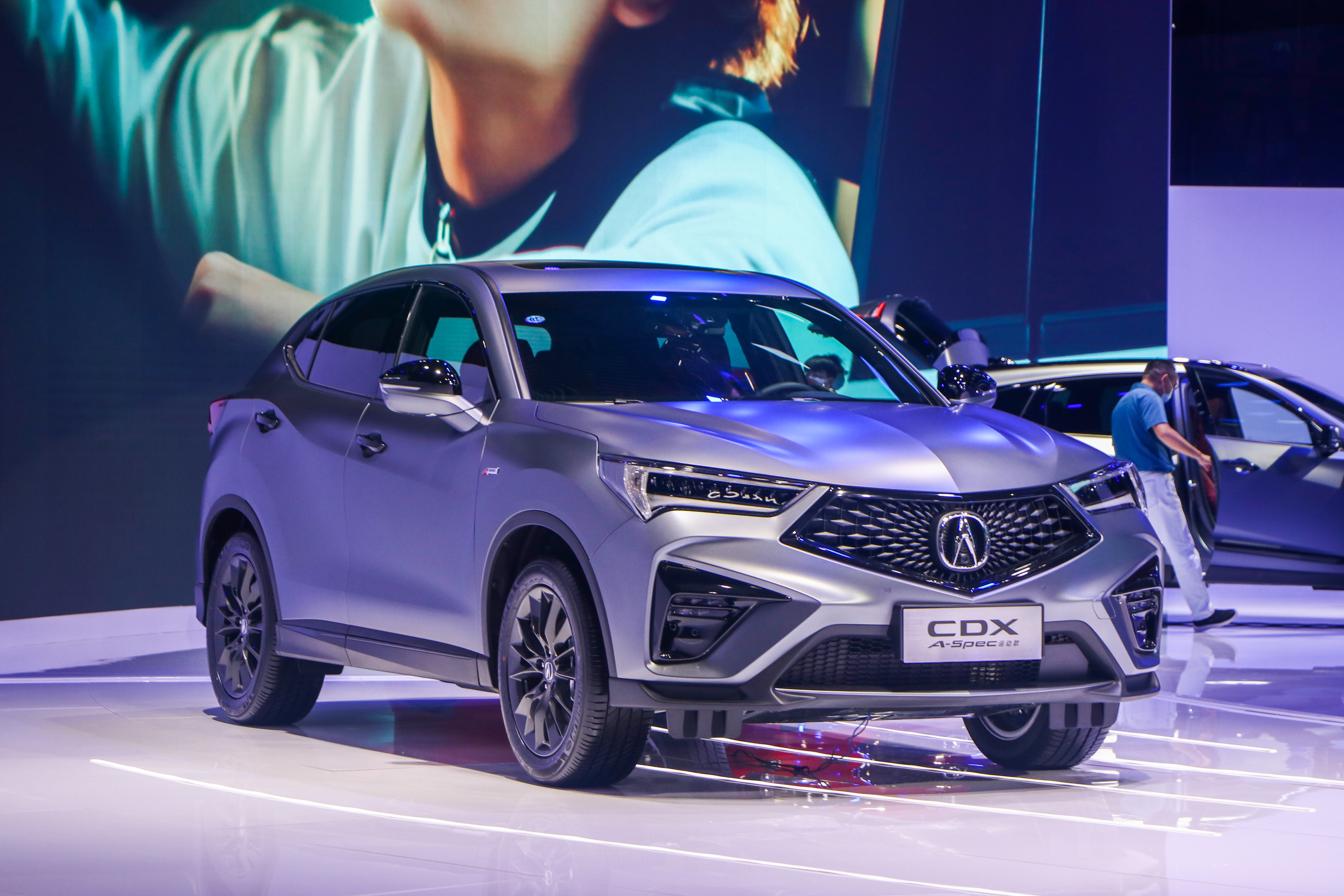
A-SPEC
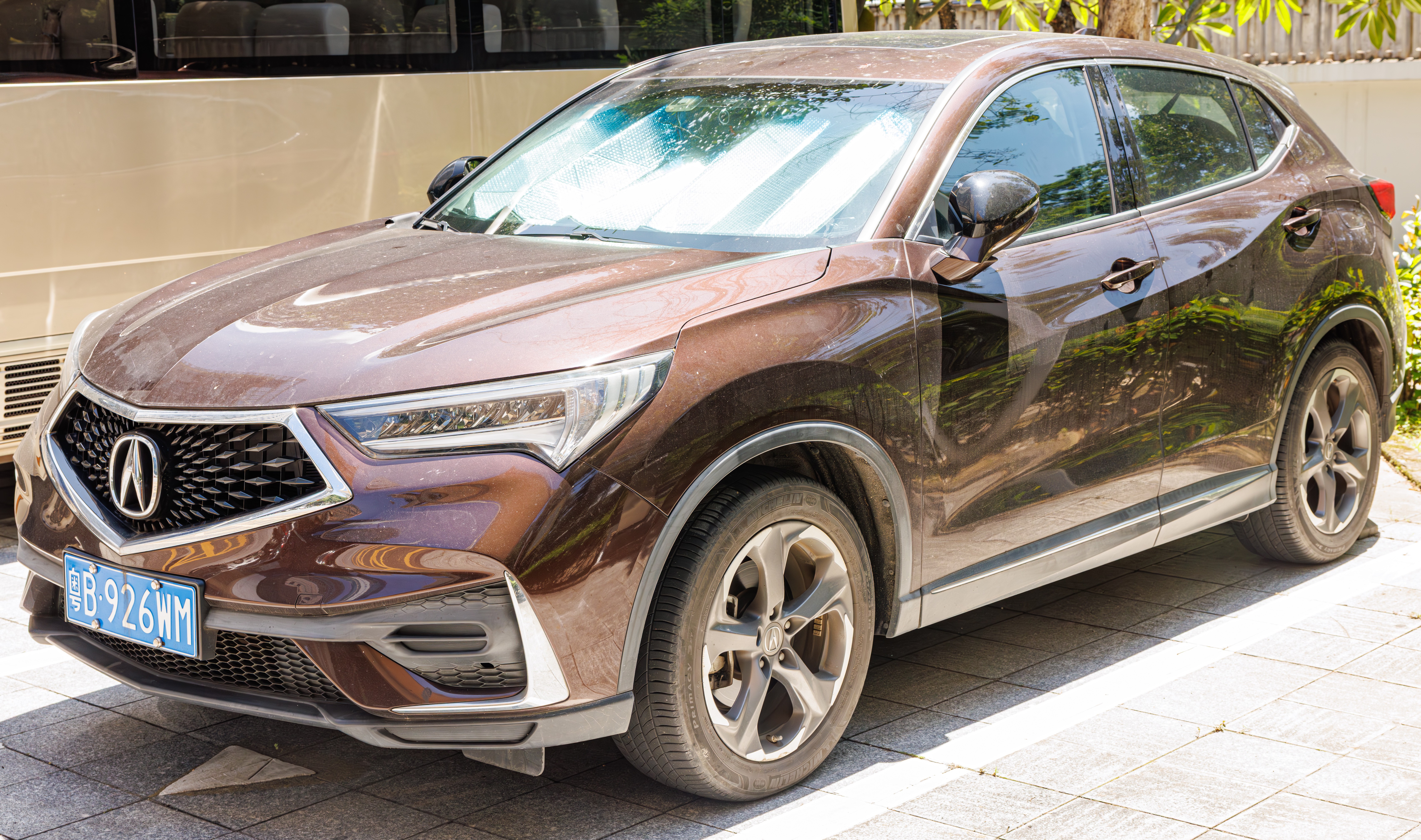
後期型
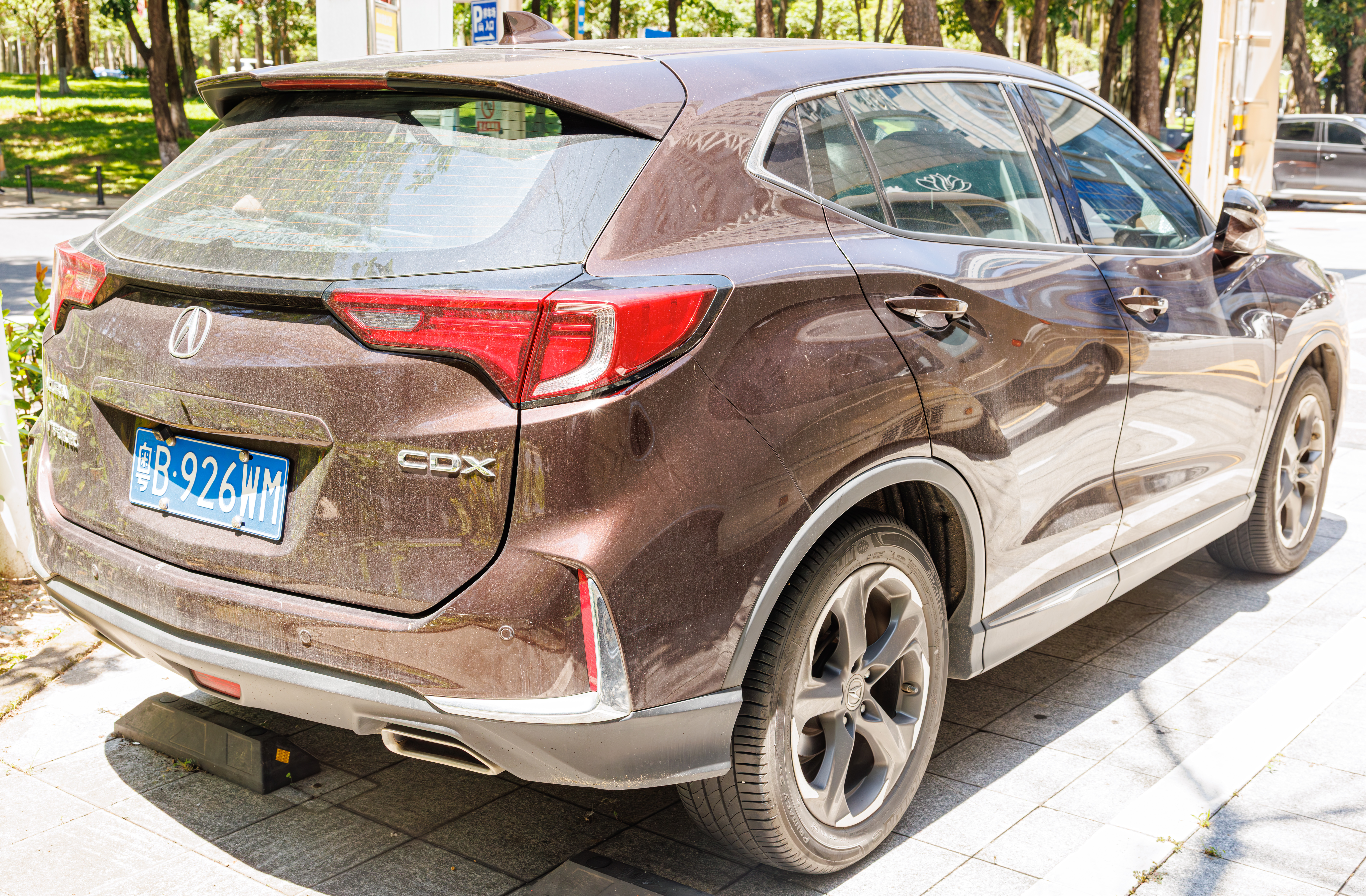
後期型 リア